# Mijeh
Mijeh ili mješina je cijela koža oderane životinje (ovce, koze, goveda, tuljana i drugo) obrađena solju, štavljenjem i slično da bude gipka. Vezana i zašivena s jedne strane upotrebljavala se na različitim stranama svijeta za čuvanje i prenošenje tekućina i sipkih tvari. I u hrvatskoj tradicijskoj kulturi u kozjim se mješinama na jadranskome području prenosilo grožđe, zahvaćala voda iz bunara, čuvalo vino te (u gorskim predjelima) spremao ovčji, takozvani mišni sir. Mijeh od davnine služi i kao puhalo na puhačkim glazbalima; u Hrvatskoj su to diple s mijehom (mješnice, mih) na jadranskome području, gajde (u istočnoj Slavoniji), dude (u zapadnoj Slavoniji, Podravini, Bilogori). Koristio se i pri raspirivanju vatre (osobito pri primitivnoj obradbi kovina), zatim kao sredstvo za prelaženje preko vode (mjehovi čamci i splavi, most na mjehovima). Riječ mijeh upotrebljava se i za niz drugih, na različite načine načinjenih, stješnjivih šupljih tijela koja služe dobivanju zračne struje (mijeh na harmonici, orguljama).

## Slike
|                                          |                                          |                     |                 |                            |
| Mijeh za raspirivanje vatre iz Engleske. | Mijeh za raspirivanje vatre iz Njemačke. | Mijeh na harmonici. | Sviranje dipli. | Gajdaš na mihu iz Trogira. |